# 双柱蛇菰属
双柱蛇菰属（学名：Rhopalocnemis）也称盾片蛇菰属，是蛇菰科下的一个属，为粗壮、肉质草本植物。该属共有2种，分布于马达加斯加及亚洲热带地区。

## 物种
本属包括以下物种：
- Lytogomphus stilbifer Jungh. ex Göpp.
- 盾片蛇菰 Rhopalocnemis phalloides Jungh.